# Saadanius
Saadanius is een uitgestorven geslacht van smalneusapen (Catarrhini). Het leefde in het Oligoceen. Het fossiel van typesoort Saadanius hijazensis werd beschreven in 2010 en werd gevonden in 2009 in Saoedi-Arabië. Het leefde tussen 29 tot 28 miljoen jaar geleden.

## Fylogenie
Saadanius had kenmerken die zowel lijken op die van de apen van de Oude Wereld (Cercopithecidae) als die van mensapen (Hominoidea). Vermoedelijk is Saadanius een verwant van de laatste gemeenschappelijke voorvader tussen mensapen en apen van de Oude Wereld, nauw verwant aan de kroongroep binnen de smalneusapen. De theorie die tot voor de ontdekking gold, namelijk dat de laatste gemeenschappelijke voorvader van de apen van de Oude Wereld en de mensapen tussen 35 en 30 miljoen jaar geleden leefde, wordt hierdoor in twijfel getrokken. De nieuwe schatting stelt dat de laatste gemeenschappelijke voorvader tussen 29 en 24 miljoen jaar geleden voorkwam.
Het langwerpige gezicht van Saadanius wijst er mogelijk ook op dat dit kenmerk bij de smalneusapen al vroeg ontstond, desondanks het rondere gezicht bij de mensapen.

## Kenmerken
Saadanius zou tussen 15 en 20 kilogram hebben gewogen, wat het een middelgrote primaat maakt voor zijn tijd, ongeveer ter grootte van een hedendaagse gibbon. Het had een schuin aflopend gezicht en grote tanden. Het had een benige gehoorgang die niet werd gevonden bij zijn bekende voorouders, maar had niet de sinussen zoals de latere apen en mensapen. Evenmin heeft hij de zeer grote hoektanden zoals de latere soorten apen van de Oude Wereld en mensapen die hebben.

## Cladogram
Plaatsing van Saadanius in de Catarrhini
|  | Saadanius                    |
|  |                              |
|  | \| \| kroongroep \| \| \| \| |
|  |                              |
|  | kroongroep                   |
|  |                              |

|  | kroongroep |
|  |            |

|  | Saadanius                    |
|  |                              |
|  | \| \| kroongroep \| \| \| \| |
|  |                              |
|  | kroongroep                   |
|  |                              |

|  | kroongroep |
|  |            |

|  | Saadanius                    |
|  |                              |
|  | \| \| kroongroep \| \| \| \| |
|  |                              |
|  | kroongroep                   |
|  |                              |

|  | kroongroep |
|  |            |

|  | Saadanius                    |
|  |                              |
|  | \| \| kroongroep \| \| \| \| |
|  |                              |
|  | kroongroep                   |
|  |                              |

|  | kroongroep |
|  |            |